# Rock Springs (recueil)
Pour les articles homonymes, voir Rock Springs.
Rock Springs (titre original : Rock Springs) est un recueil de dix nouvelles écrites par Richard Ford et parues dans divers magazines ou revues littéraires (Granta, Esquire, The New Yorker, Antaeus (en) et TriQuarterly (en)) entre 1979 et 1987.
Le recueil est publié pour la première fois en 1987 par Atlantic Monthly Press. En France, il paraît en 1989.

## Contenu
- Rock Springs, 1989 ((en) Rock Springs, 1982)
- Great Falls, 1989 ((en) Great Falls, 1987)
- Amoureux, 1989 ((en) Sweet Hearts, 1986)
- Enfants, 1989 ((en) Children, 1986)
- Chiens, 1989 ((en) Going to the Dogs, 1979)
- Empire, 1989 ((en) Empire, 1986)
- Mort de froid, 1989 ((en) Winterkill, 1983)
- Optimistes, 1989 ((en) Optimists, 1987)
- Feux d'artifice, 1989 ((en) Fireworks, 1984)
- Communiste, 1989 ((en) Communist, 1986)

## Présentation et contexte
Les caractéristiques des histoires de Ford, absence de sentimentalisme et sobriété, ont amené Bill Buford, alors rédacteur en chef de la revue Granta, à l'inclure dans le mouvement du Réalisme sale, nommé et défini dans le no 8 de l'été 1983, en publiant sa nouvelle Rock Springs aux côtés notamment de Tobias Wolff (avec la novella Engrenages) et de Raymond Carver (avec la nouvelle Le Compartiment). Carver inclura d'ailleurs la dernière nouvelle du recueil, Communiste, dans l'anthologie The Best American Short Stories de 1986.
En 2007, dans une interview à Granta (no 99), Richard Ford déclare qu'à l'époque ses livres n'étaient plus réimprimées et qu'il n'avait pas de lecteurs (ensemble, ses deux romans Une mort secrète et Le Bout du rouleau se sont vendus à moins de 12 000 exemplaires). Il estime ainsi que l'initiative de Bill Buford de l'associer à des auteurs, bénéficiant de la reconnaissance du public, au sein d'un même mouvement (bien qu'il pensait qu'elle était essentiellement un « formidable stratagème de marketing ») lui a permis de trouver un lectorat pour son recueil et son œuvre future.

## Adaptation cinématographique
Les nouvelles Great Falls et Enfants (Children), mêlées dans un unique scénario écrit par Ford lui-même, ont été adaptées en 1991 sous le titre Bright Angel par Michael Fields, avec Dermot Mulroney, Lili Taylor et Sam Shepard.